# 中国教会孤儿院列表
中国基督教会孤儿院列表

## 福建
- 清宣统二年（1910年）美部会传教士夏呤美女士在美捐募一笔巨款，然后在福州岭下里创办福建基督教孤儿院，孤儿由教会介绍入院，免费提供衣服、飲食、住宿及教育等，并对学生进行从幼儿到完全小学和宗教教育。后又在在岭后街白泉庵开办第二所孤儿院[1]。

## 浙江
- 民国二十三年（1934年），宁海县女基督徒丁云轩（1893—1966），创办基督孤儿院，以家中11间楼房为院所，并雇人耕种家中80余亩田地，所收全部供应孤儿生活。所收孤儿年龄约在4至10岁间，首次收养孤儿5人，最多时达25人。开办后，奉宁海县政府之命，改名为“宁海县私立基督教育幼所”。翌年，获得县政府颁发《惠贻童幼》匾额[2]。

## 四川
- 1896年，英美会为纪念女医生福吉丽，在成都四圣祠创办了第一家育婴堂。福吉丽于1891年到成都，开始收养被遗弃的女婴。1895年，她在成都教案中受惊吓而去世[3]。

- 1904年，澳大利亚女传教士贝水光，在阆中千佛场一代传教，并收养被遗弃的女童，创办福音孤儿院，收养孤儿曾多达二百多人[3]。

## 重庆
- 民国三年（1914年），中华基督教重庆自养美道会刘子如（1870年－1948年），创办重庆孤儿院，红岩烈士江竹筠曾是该孤儿院学生[4]。